# چاه نسر
چاه نسر، روستایی در دهستان عشق‌آباد بخش مرکزی شهرستان میان‌جلگه در استان خراسان رضوی ایران است.

## نیروگاه خورشیدی

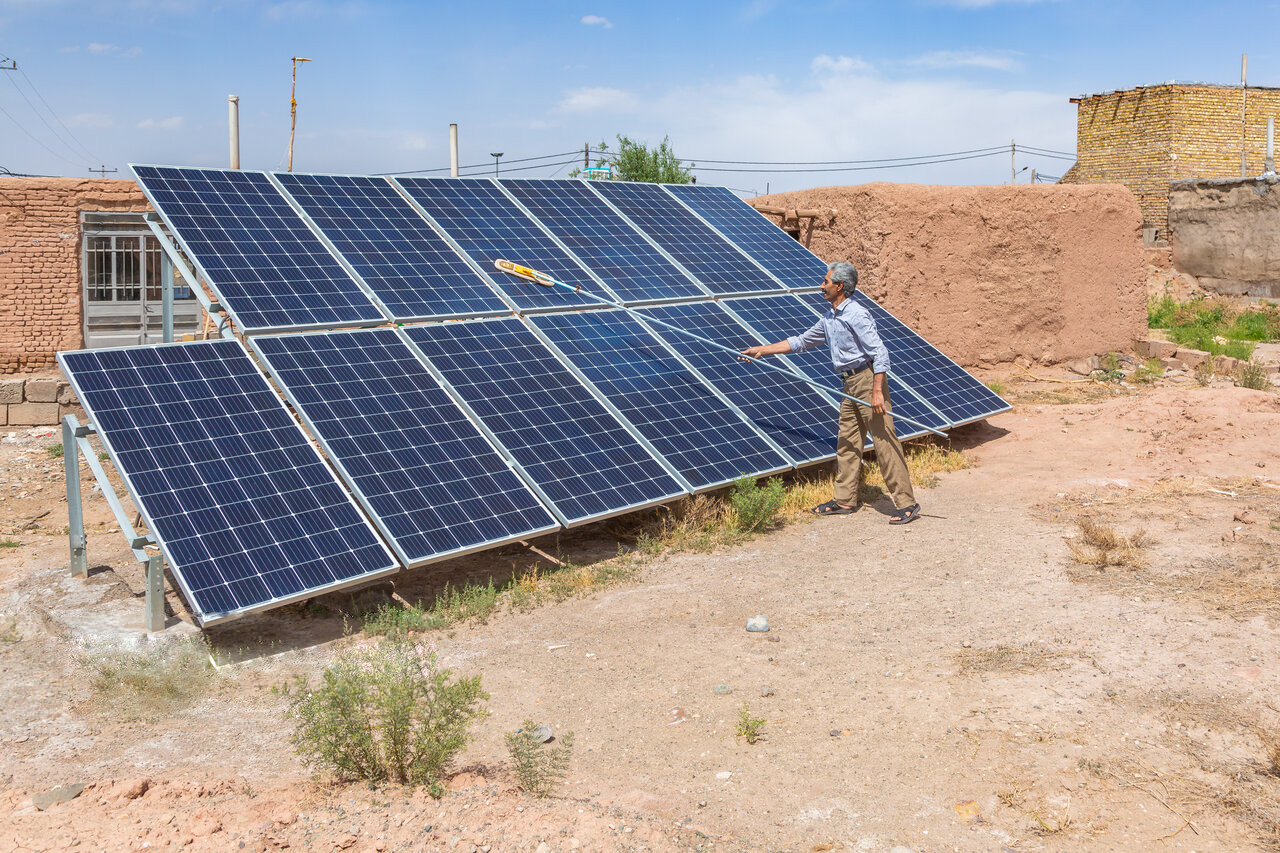

در اردیبهشت ۱۴۰۲، ۸۰ واحد نیروگاه خورشیدی ۵ کیلو وات خانگی در روستای چاه نسر با حضور محمد زهرایی رئیس سازمان بسیج سازندگی افتتاح شد. چاه نسر نخستین روستا در زمینه طرح انرژی خورشیدی در ایران است.

## جمعیت
بر پایه سرشماری عمومی نفوس و مسکن در سال ۱۳۹۵، جمعیت این روستا برابر با ۱٬۲۴۶ نفر (۳۸۸ خانوار) بوده است.